# Bernhard Krötz
Bernhard Johann Krötz (* 1970 in Weißenburg in Bayern) ist ein deutscher Mathematiker und Hochschullehrer an der Universität Paderborn.

## Leben und Werk
Krötz studierte zunächst bis zum Vordiplom Physik an der TU München. Er holte dort das Vordiplom in Mathematik nach, bevor er für das Mathematikstudium an die TH Darmstadt wechselte, wo er 1995 das Diplom in Mathematik erwarb. Im Anschluss ging er an die Friedrich-Alexander-Universität nach Erlangen, wo er 1998 bei Karl-Hermann Neeb promoviert wurde (Titel der Dissertation: Biinvariant Hilbert Spaces). Nach einer kurzen Zeit als Postdoc an der TU Clausthal ging er 1998/99 in die USA. Dort war er zunächst Postdoc an der Ohio State University und wurde 2003 Assistant Professor an der University of Oregon. Die Habilitation erfolgte 2001 an der Technischen Universität Darmstadt. Nach einer Zeit als Heisenberg-Stipendiat von 2004 bis 2007 wurde er Forscher am Max-Planck-Institut für Mathematik in Bonn bis 2009. Die Leibniz Universität Hannover berief ihn 2009 zum Professor, darauf 2012 die Universität Paderborn auf eine W3-Professur.
Die Publikationen zeigen die frühe Befassung mit Lie-Gruppen. Seine Forschung in Paderborn betrifft reelle sphärische Räume als die natürlichen homogenen Geometrien, welche zu einer reellen reduktiven Gruppe assoziiert sind. Die affinen Fälle werden klassifiziert sowie neue Methoden und eine Sprache entwickelt. Es ist gelungen, die fundamentale Bernstein-Zerlegung zu formulieren und zu beweisen. Das Ziel ist die vollständige Frequenzanalyse (Plancherel-Theorem) dieser geometrischen Objekte.
Krötz erhielt 2010 gemeinsam mit Eric Opdam den Advanced Investigators Grant des ERC für das Projekt Harmonic Analysis on reductive groups.

## Kritik am deutschen Mathematikunterricht
Krötz kritisiert seit 2021 den deutschen Mathematikunterricht in Videobeiträgen auf Youtube. Anfang des Jahres 2023 verglich er die Leistungen deutscher Gymnasiasten mit den Anforderungen der Joint Entrance Examination (JEE), einer Aufnahmeprüfung für Ingenieurhochschulen in Indien. Das Video wurde innerhalb von vierzehn Tagen über 200.000-mal abgerufen.
Krötz weitete seine Kritik auf die Schulbücher aus und empfiehlt die Verwendung alter DDR-Lehrbücher: „In diesen Lehrbüchern ist ein wissenschaftlicher Ansatz vorhanden und sie sind propädeutisch ausgerichtet. Unsere heutigen Lehrbücher sind in die inhaltsleere Kompetenzorientierung einbalsamiert.“ Ebenso kritisierte er fachdidaktische Neuerungen wie den sprachsensiblen Mathematikunterricht.

## Schriften (Auswahl)
- (mit Ólafsson) The c-function for non-compactly causal symmetric spaces. In: Inventiones Mathematicae. Band 149 (2002), Nr. 3, S. 647–659.
- (mit Gindikin und Ólafsson) Holomorphic H-spherical distribution vectors in principal series representations. In: Inventiones Mathematicae. Band 158 (2004), Nr. 3, S. 643–682, mit Erratum 683–684.
- (mit Stanton) Holomorphic extensions of representations. I. Automorphic functions. In: Annals of Mathematics. Band 159 (2004), Nr. 2, S. 641–724.
- (mit Stanton) Holomorphic extensions of representations. II. Geometry and harmonic analysis. In: Geometric and Functional Analysis. Band 15 (2005), Nr. 1,S. 190–245.
- Domains of holomorphy for irreducible unitary representations of simple Lie groups. In: Inventiones Mathematicae. Band 172 (2008), Nr. 2, S. 277–288.
- (mit Opdam) Analysis on the crown domain. In: Geometric and Functional Analysis. Band 18 (2008), Nr. 4, S. 1326–1421.
- (mit Knop und Schlichtkrull) The tempered spectrum of a real spherical space. In: Acta Mathematica. Band 218 (2017), Nr. 2, S. 319–383.
- (mit Kuit, Opdam und Schlichtkrull) The infinitesimal characters of discrete series for real spherical spaces. In: Geometric and Functional Analysis. Band 30, 2020, S. 804–857.
- (mit Delorme, Knop und Schlichtkrull) Plancherel theory for real spherical spaces: Construction of the Bernstein morphisms. In: Journal of the American Mathematical Society. Band 34 (2021), Nr. 3, S. 815–908.